# تشاد تايلور (محامي)
تشاد تايلور (بالإنجليزية: Chad Taylor)‏ هو محامي أمريكي، ولد في 4 نوفمبر 1973 في سيلفر ليك في الولايات المتحدة.